# Denise Boutte
Denise Boutte (nacida el 19 de enero de 1982) es una actriz estadounidense. Hizo su debut cinematográfico protagonizando la película de terror de 2004 Death Valley: The Revenge of Bloody Bill y en 2007 apareció en la comedia dramática Why Did I Get Married?. En televisión, Boutte fue miembro regular del elenco de la comedia de TBS Meet the Browns (2009-2011).

## Vida y carrera
Boutte nació en Maurice, Luisiana, y se graduó de la Universidad Estatal de Luisiana. Más tarde, se mudó a Dallas, Texas, y comenzó su carrera como modelo, apareciendo en comerciales para marcas como Frito-Lay, Pampers, Fossil y Mary Kay Cosmetics. Al mismo tiempo, hizo su debut cinematográfico protagonizando la película de terror y zombis Death Valley: The Revenge of Bloody Bill, producida por The Asylum. Posteriormente, protagonizó la película de terror Way of the Vampire (2005), también producida por The Asylum, y la película dramática Restraining Order (2006), protagonizada por Robin Givens. Hizo su debut en el teatro interpretando a Rachel Robinson en la producción de National Pastime del Teatro Fremont en 2005. Apareció en episodios de las series de televisión Noah's Arc, Cuts, Todo el mundo odia a Chris y Girlfriends, antes de interpretar el papel recurrente de Danielle Calder en la telenovela diurna de NBC, Days of Our Lives, durante el verano de 2007.
En 2007, Boutte protagonizó la película de comedia dramática Why Did I Get Married? de Tyler Perry. Más tarde protagonizó la comedia Meet the Browns como Sasha Brown de 2009 a 2011. Desde entonces, Boutte protagonizó varias películas para televisión, principalmente para Lifetime, LMN, TV One y Hallmark Channel, como Between Sisters (2013), Where's the Love? (2014), For the Love of Ruth (2015), A Rich Christmas (2021), The Missing (2022), Game of Deceit (2023) y A Mother's Intuition (2023). En 2017 protagonizó junto a Penny Johnson Jerald y Brian J. White el piloto de TV One Media y tuvo un papel recurrente durante la segunda temporada de la serie de terror Stan Against Evil. Apareció en la película de comedia romántica The Bounce Back (2016), la película de suspenso Secrets (2017), la película dramática The Choir Director (2018) y la comedia romántica Couples' Night (2018). Interpretó los papeles principales en la película dramática de 2018 Her Only Choice y la película de comedia dramática romántica de 2021 Never and Again.
En televisión, Boutte protagonizó la serie de drama policial de Urban Movie Channel, Bronx SIU de 2018 a 2019. Tuvo el papel recurrente de Raven Sinclair en la serie de drama criminal de BET+ The Family Business de 2021 a 2022 y protagonizó la segunda temporada de la serie de antología de terror Terror Lake Drive en 2022. También en 2022, Boutte reemplazó temporalmente a Leigh-Ann Rose en el papel de Imani Benedict en la telenovela diurna de CBS, The Young and the Restless.

## Filmografía

### Películas
| Año  | Título                                   | Papel                 | Notas                  |
| ---- | ---------------------------------------- | --------------------- | ---------------------- |
| 2004 | Death Valley: The Revenge of Bloody Bill | Mandy                 |                        |
| 2004 | A Killer Within                          | Hitchhiker            |                        |
| 2005 | Way of the Vampire                       | Arianna               |                        |
| 2005 | Black Leather Soles                      | Charlotte             | Cortometraje           |
| 2006 | Restraining Order                        | Tía Dee               |                        |
| 2006 | Behind the Smile                         | Dama al piano         |                        |
| 2006 | Only in Your Dreams                      | Andrea                | Cortometraje           |
| 2006 | Pieces of Eight                          | Brianna Douglas       |                        |
| 2006 | Nola                                     | Nola                  |                        |
| 2007 | Splitting Hairs                          | Reportera de noticias | Cortometraje           |
| 2007 | Sister's Keeper                          | Diane                 |                        |
| 2007 | Why Did I Get Married?                   | Trina                 |                        |
| 2008 | Extreme Movie                            | New Tabitha           |                        |
| 2008 | 15 Minutes of Fame                       | Candy                 |                        |
| 2010 | N-Secure                                 | Tina Simpson          |                        |
| 2012 | To Love and to Cherish                   | Aliyah                | Película de televisión |
| 2012 | What She Wants for Christmas             | Marilyn               |                        |
| 2013 | Between Sisters                          | Morgan                | Película de televisión |
| 2013 | Dear Secret Santa                        | Gayle                 | Película de televisión |
| 2014 | For Love or Money                        | Tina                  |                        |
| 2014 | Where's the Love?                        | Ryan                  | Película de televisión |
| 2015 | Touched                                  | Tracey                |                        |
| 2015 | For the Love of Ruth                     | Ruth                  |                        |
| 2015 | Charlotte                                | Catherine             | Cortometraje           |
| 2016 | Second Sight                             | Tamara                | Película de televisión |
| 2016 | The Bounce Back                          | Julie                 |                        |
| 2017 | Media                                    | Danielle Jones        | Película de televisión |
| 2017 | Secrets                                  | Victoria Campbell     |                        |
| 2018 | The Choir Director                       | Simone Wilcox         |                        |
| 2018 | Couples' Night                           | Sherry                |                        |
| 2018 | Her Only Choice                          | Tasha                 |                        |
| 2020 | Kombucha Cure                            | Gabriela              |                        |
| 2021 | Never and Again                          | Jasmine Washington    |                        |
| 2021 | Before I'm Dead                          | Diane                 |                        |
| 2021 | #Unknown                                 | Helen Friar           |                        |
| 2021 | A Rich Christmas                         | Lauryn Smith          |                        |
| 2021 | Christmas with My Ex                     | Alicia                |                        |
| 2022 | The Missing                              | Raina Sidner          | Película de televisión |
| 2023 | Napa Ever After                          | Cassandra             | Película de televisión |

### Televisión
| Año     | Título                           | Papel                                                            | Notas                                             |
| ------- | -------------------------------- | ---------------------------------------------------------------- | ------------------------------------------------- |
| 2004–05 | Days of Our Lives                | Anfitriona, Organizadora de bodas                                | 2 episodios                                       |
| 2006    | Noah's Arc                       | Secretaria judicial                                              | Episodio: "Got 'til It's Gone"                    |
| 2006    | Cuts                             | Lisa                                                             | Episodio: "Black Don't Crack"                     |
| 2006    | Todo el mundo odia a Chris       | Sra. Johnson                                                     | Episodio: "Everybody Hates Valentine's Day"       |
| 2006    | Boston Legal                     | Reportera #6                                                     | Episodio: "BL: Los Angeles"                       |
| 2006    | Happy Hour                       | Kit                                                              | Episodio: "Boo! This Party Sucks"                 |
| 2006    | Girlfriends                      | Camarera                                                         | Episodio: "Just Joan"                             |
| 2007    | Notes from the Underbelly        | Sharice                                                          | Episodio: "Pilot"                                 |
| 2007    | Days of Our Lives                | Danielle Calder                                                  | Regular                                           |
| 2009–11 | Meet the Browns                  | Sasha Brown                                                      | Protagonista                                      |
| 2012    | Key &amp; Peele                  | Esposa                                                           | Episodio: "Episode #2.3"                          |
| 2013–22 | Young Justice                    | Rocket, Lynn Stewart-Pierce, Captain Celestia, Faora, Avia (voz) | Invitada: temporada 2, recurrente: temporadas 3–4 |
| 2017    | Stan Against Evil                | Lara Bouchard                                                    | Recurrente: temporada 2                           |
| 2018–19 | Bronx SIU                        | Jasmine                                                          | Protagonista                                      |
| 2021–22 | The Family Business              | Raven Sinclair                                                   | Recurrente: temporada 3-4                         |
| 2022    | Terror Lake Drive                | Subalcalde                                                       | Recurrente: temporada 2                           |
| 2022    | The Young and the Restless       | Imani Benedict                                                   | Regular                                           |
| 2025    | The Family Business: New Orleans | Raven Sinclair                                                   |                                                   |